# هاينز كوبل
هاينز كوبل (بالألمانية: Heinz Koppel)‏ هو رسام ألماني، ولد في 29 يناير 1919 في برلين في ألمانيا، وتوفي في 1 ديسمبر 1980 في Cwmerfyn ‏ في المملكة المتحدة.